# Communauté de communes du Val d’Armance
Die Communauté de communes du Val d’Armance war ein französischer Gemeindeverband mit der Rechtsform einer Communauté de communes im Département Aube in der Region Grand Est. Sie wurde am 18. Dezember 2002 gegründet und umfasste 16 Gemeinden. Der Verwaltungssitz befand sich im Ort Ervy-le-Châtel.

## Historische Entwicklung
Am 1. Januar 2017 wurde der Gemeindeverband mit der Communauté de communes du Chaourçois zur neuen Communauté de communes du Chaourçois et du Val d’Armance zusammengeschlossen.

## Ehemalige Mitgliedsgemeinden
1. Auxon
2. Chamoy
3. Chessy-les-Prés
4. Coursan-en-Othe
5. Courtaoult
6. Les Croûtes
7. Davrey
8. Eaux-Puiseaux
9. Ervy-le-Châtel
10. Marolles-sous-Lignières
11. Montfey
12. Montigny-les-Monts
13. Racines
14. Saint-Phal
15. Villeneuve-au-Chemin
16. Vosnon